# Maximiliano Moralez
Maximiliano Nicolás "Maxi" Moralez (ur. 27 lutego 1987 w Granadero Baigorria) – piłkarz argentyński grający na pozycji ofensywnego pomocnika.

## Kariera klubowa
Piłkarską karierę Moralez rozpoczął w Racing Club de Avellaneda. Początkowo występował w młodzieżowych drużynach tego klubu, a w 2005 roku został włączony do kadry pierwszego zespołu. W Primera División zadebiutował 12 czerwca w zremisowanym 2:2 meczu z Colón de Santa Fe. W fazie Clausura wystąpił tylko w czterech ostatnich meczach, a Racing zajął. 3. miejsce. W sezonie 2005/2006 Maximiliano grał już w większej liczbie meczów, a w majowym spotkaniu z River Plate (2:0) strzelił swojego pierwszego gola w lidze. Z Racingiem nie osiągnął jednak większych sukcesów zajmując miejsca w środku tabeli. Natomiast w sezonie 2006/2007 był już podstawowym zawodnikiem Racingu. Dwukrotnie zajął z nim 10. pozycję w lidze. W całym sezonie rozegrał 32 mecze i strzelił 7 goli, a jego popisowym meczem był ten z Club Atlético Lanús (2:1), w którym to wszedł na boisko w 79. minucie, a w doliczonym czasie gry strzelił dwa zwycięskie gole dla Racingu.
Latem 2007 Moralezem interesowały się czołowe europejskie kluby, ale zawodnik dość niespodziewanie wybrał ofertę rosyjskiego FK Moskwa, który zapłacił za niego 5 milionów euro. Tym samym Maxi dołączył do swoich rodaków Pablo Barrientosa, Maxi Lópeza i Héctora Bracamonte. W Premier Lidze zadebiutował 19 sierpnia w przegranych 1:2 derbach z Lokomotiwem Moskwa. Po rozegraniu 6 spotkań dla FK Moskwa w 2008 roku powrócił do Racingu.
W 2009 roku został kupiony przez Vélez Sársfield.
W 2011 roku został sprzedany do Atalanty BC za ok. 5 mln euro.
| Sezon   | Klub                      | Kraj      | Rozgrywki        | Mecze | Bramki |
| ------- | ------------------------- | --------- | ---------------- | ----- | ------ |
| 2004/05 | Racing Club de Avellaneda | Argentyna | Primera División | 4     | 0      |
| 2005/06 | Racing Club de Avellaneda | Argentyna | Primera División | 15    | 1      |
| 2006/07 | Racing Club de Avellaneda | Argentyna | Primera División | 32    | 7      |
| 2007    | FK Moskwa                 | Rosja     | Priemjer-Liga    | 6     | 0      |
| 2007/08 | Racing Club de Avellaneda | Argentyna | Primera División |       |        |
| 2009–   | Vélez Sársfield           | Argentyna | Primera División | 39    | 12     |

## Kariera reprezentacyjna
W 2007 roku Moralez wystąpił na Mistrzostwach Ameryki Południowej U-20. Nieco później został powołany do kadry Argentyny U-20 na Mistrzostwa Świata U-20 w Kanadzie. Tam był podstawowym i czołowym obok Sergio Agüero zawodnikiem zespołu. Wystąpił we wszystkich meczach i zdobył 4 gole (dwa w wygranym 6:0 meczu z Panamą, jednego w wygranym 1:0 z Meksykiem i wygranym 3:0 z Chile). Z Argentyną wywalczył mistrzostwo świata, a za swoją postawę został nagrodzony Srebrną Piłką dla drugiego najlepszego gracza turnieju. Zdobył także Brązowego Buta dla trzeciego strzelca turnieju.